# Kratylos
 Der er for få eller ingen kildehenvisninger i denne artikel, hvilket er et problem. Du kan hjælpe ved at angive troværdige kilder til de påstande, som fremføres i artiklen.

Kratylos (oldgræsk: Κρατύλος) er en dialog skrevet af filosoffen Platon. Dialogen omhandler sprogets filosofi. : Kratylos er således et af de første værker indenfor sprogfilosofi. Den stammer fra slutningen af det 5. århundrede f.Kr.

## Fodnoter
1. ↑   Steffen Lund Jørgensen;Sokrates’ argument for naturlig navnekorrekthed i Platons Kratylos 385e-390e Arkiveret 27. december 2013 hos  Wayback Machine.

| filosofi | Spire Denne filosofiartikel er en spire som bør udbygges. Du er velkommen til at hjælpe Wikipedia ved at udvide den. |